# Dynapac
Dynapac Compaction Equipment AB är ett svenskt verkstadsindustriföretag som tillverkar anläggningsmaskiner. Företaget tillverkar vältar, asfaltmaskiner och mindre handdrivna maskiner för packning av jord, grus, makadam och asfalt. Företagets huvudkontor är beläget i Karlskrona.
Företaget har köpt upp andra tillverkare och har även genomgått flera fusioner och samriskföretag, bland annat med japanska Hitachi. Dynapac såldes 2004 till riskkapitalbolaget Altor Equity Partners AB, och 2007 till det svenska industriföretaget Atlas Copco. Sedan 2017 är Dynapac en del av franska Fayat.

## Historia
Företaget grundades 1934 som AB Vibro-Betong i Stockholm, och bytte till sitt nuvarande namn 1973. Företaget öppnade sin första fabrik i Ljungby 1941, och företaget startade produktion 1946 i USA.

## Anläggningar

### Produktionsanläggningar
- Karlskrona
- Wardenburg
- Garland
- Tianjin
- Nashik
- Sorocaba

#### Nedlagda anläggningar
- Ljungby
- Lingen
- San Antonio

### Distributionsanläggningar
- Hoeselt
- Shanghai
- Charlotte

## Galleri

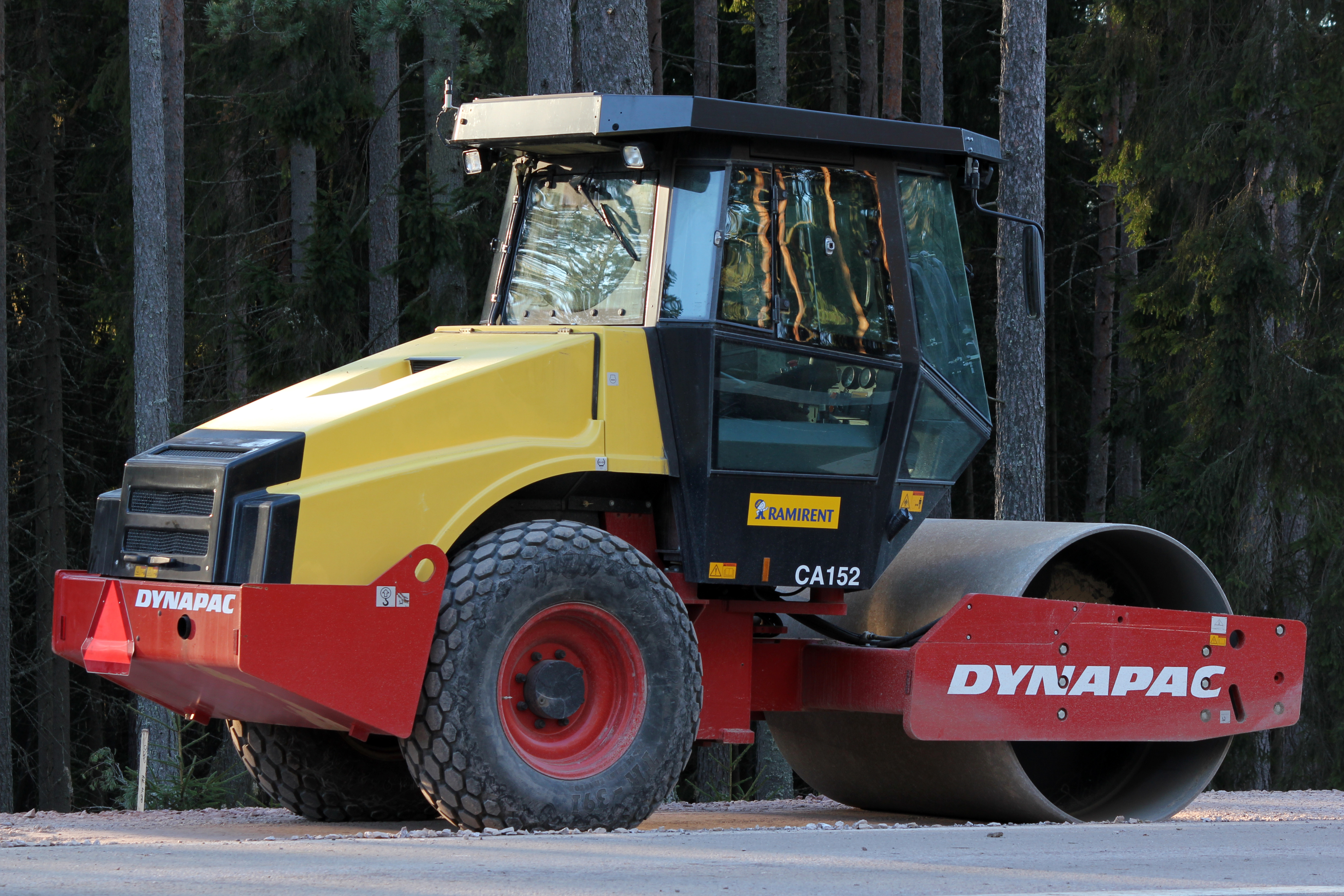
Dynapac CA152 vägvält.
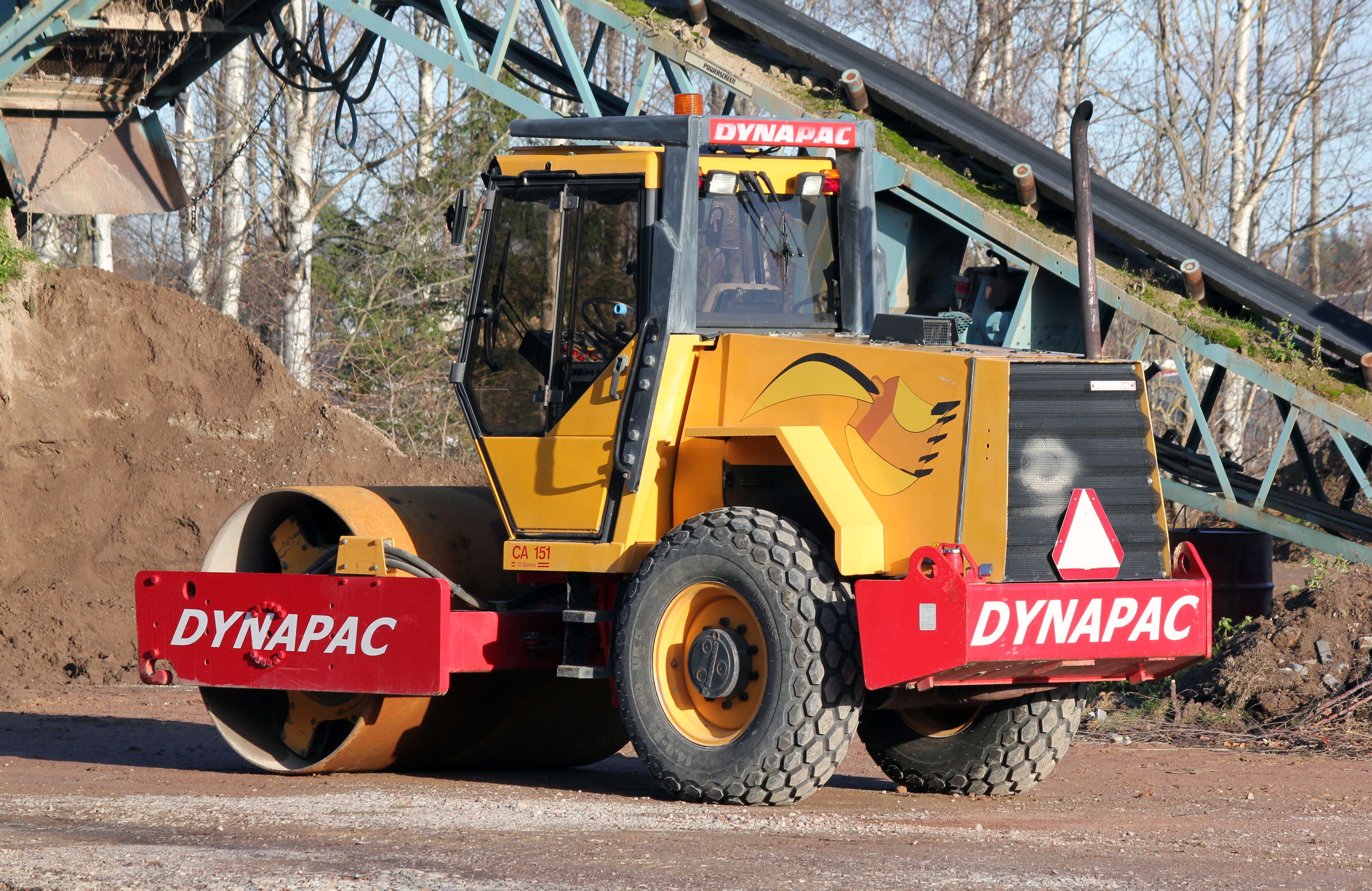
Dynapac CA151.
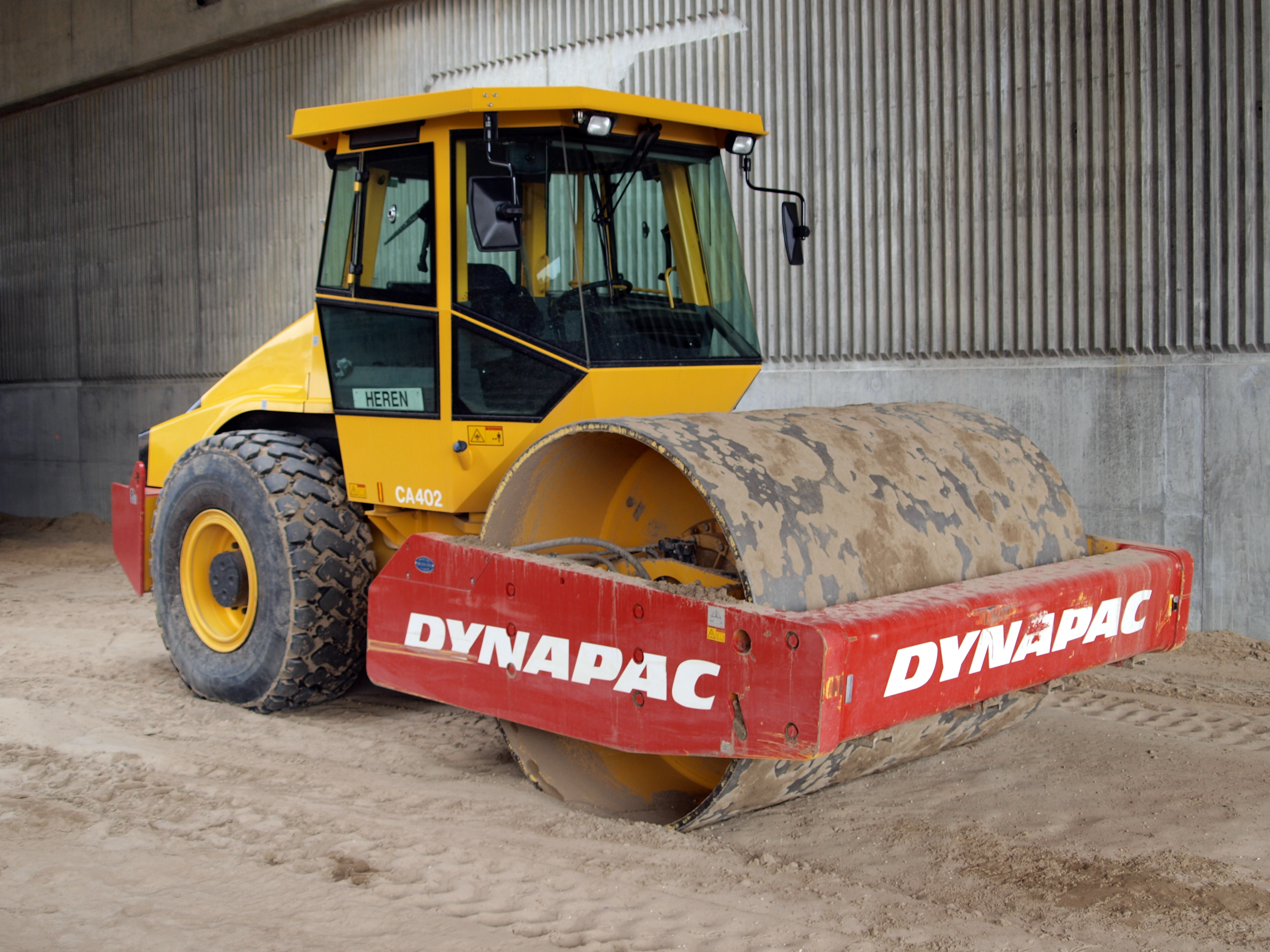
Dynapac CA402.
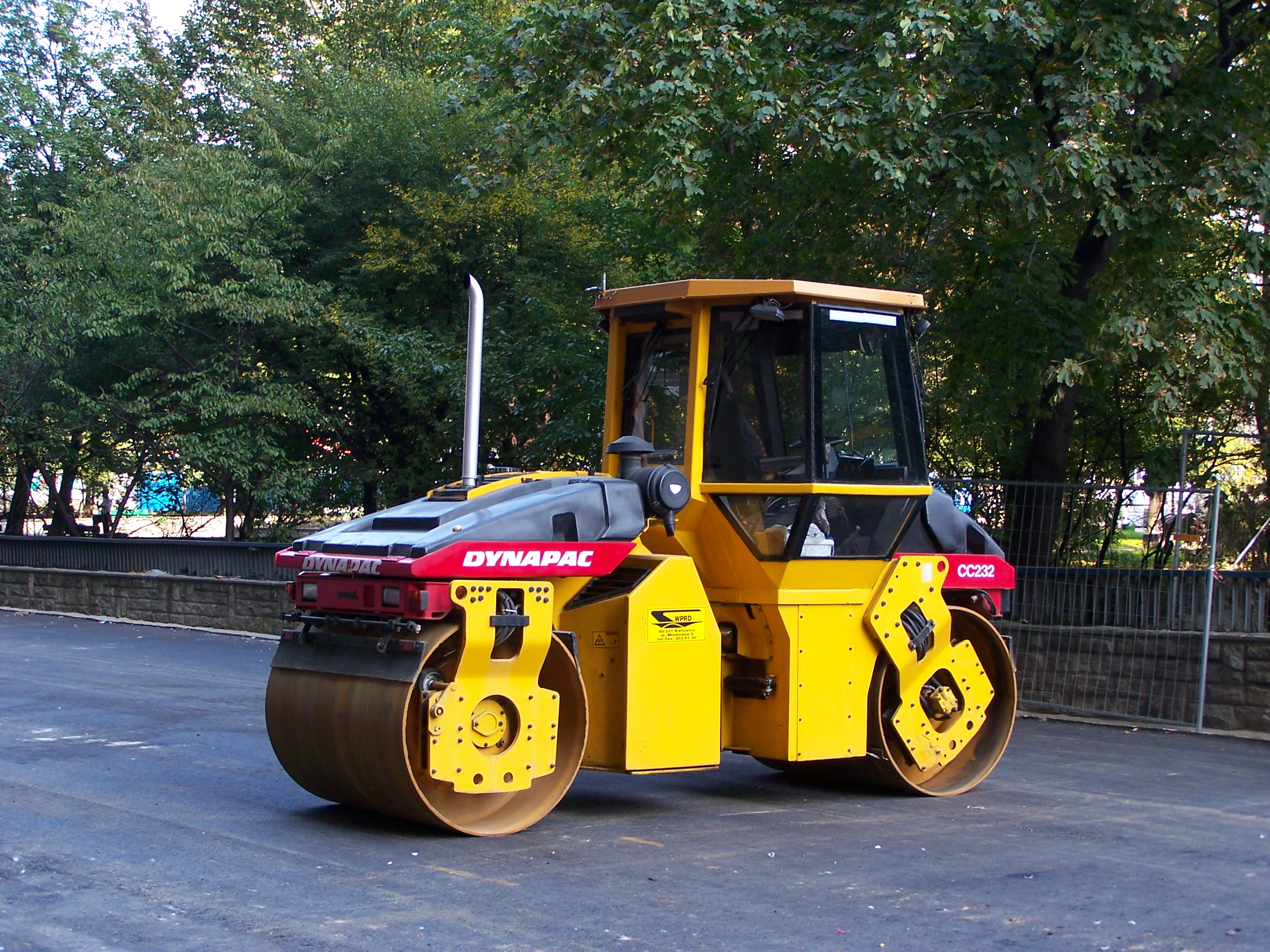
Dynapac CC232.
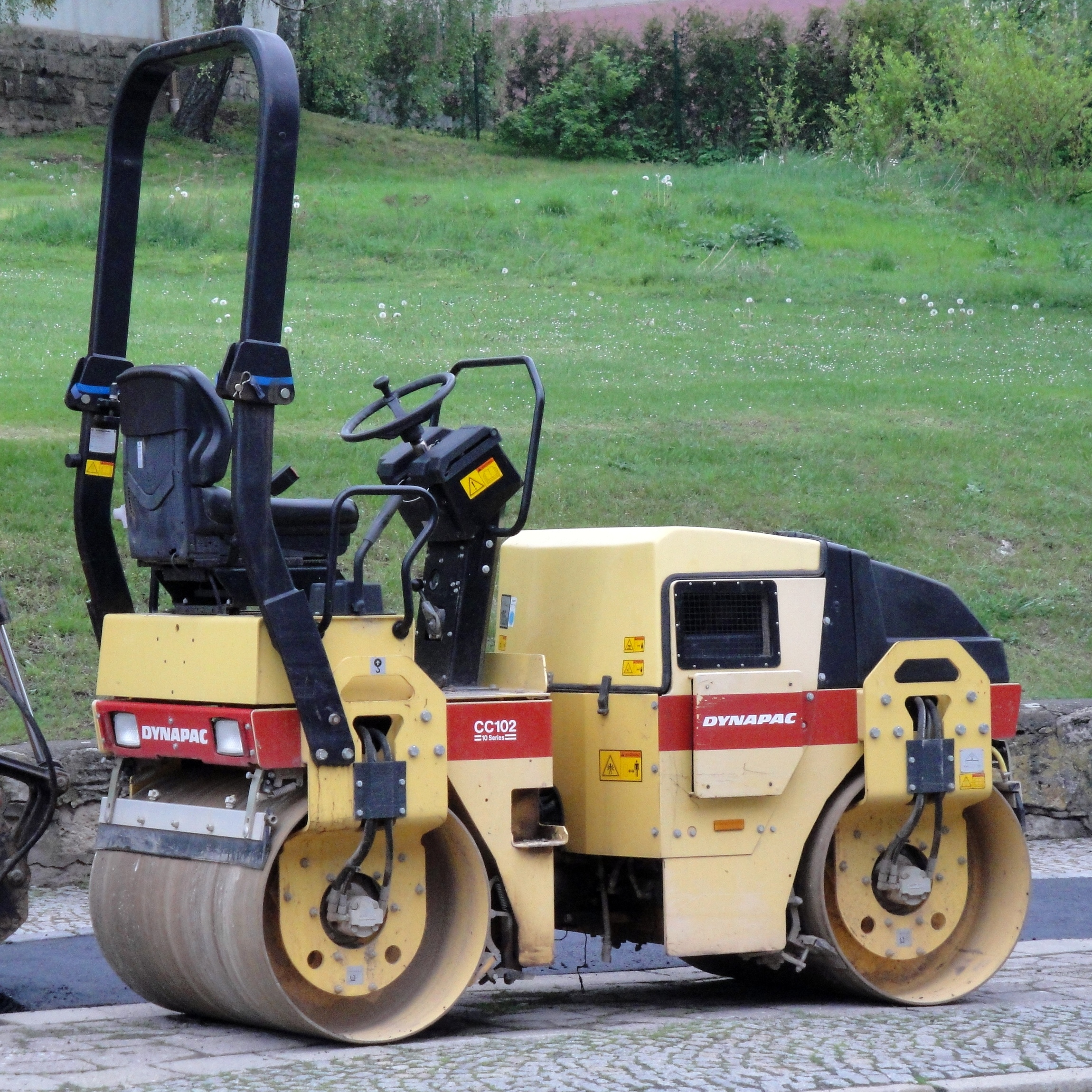
Dynapac CC102 kompaktvält.
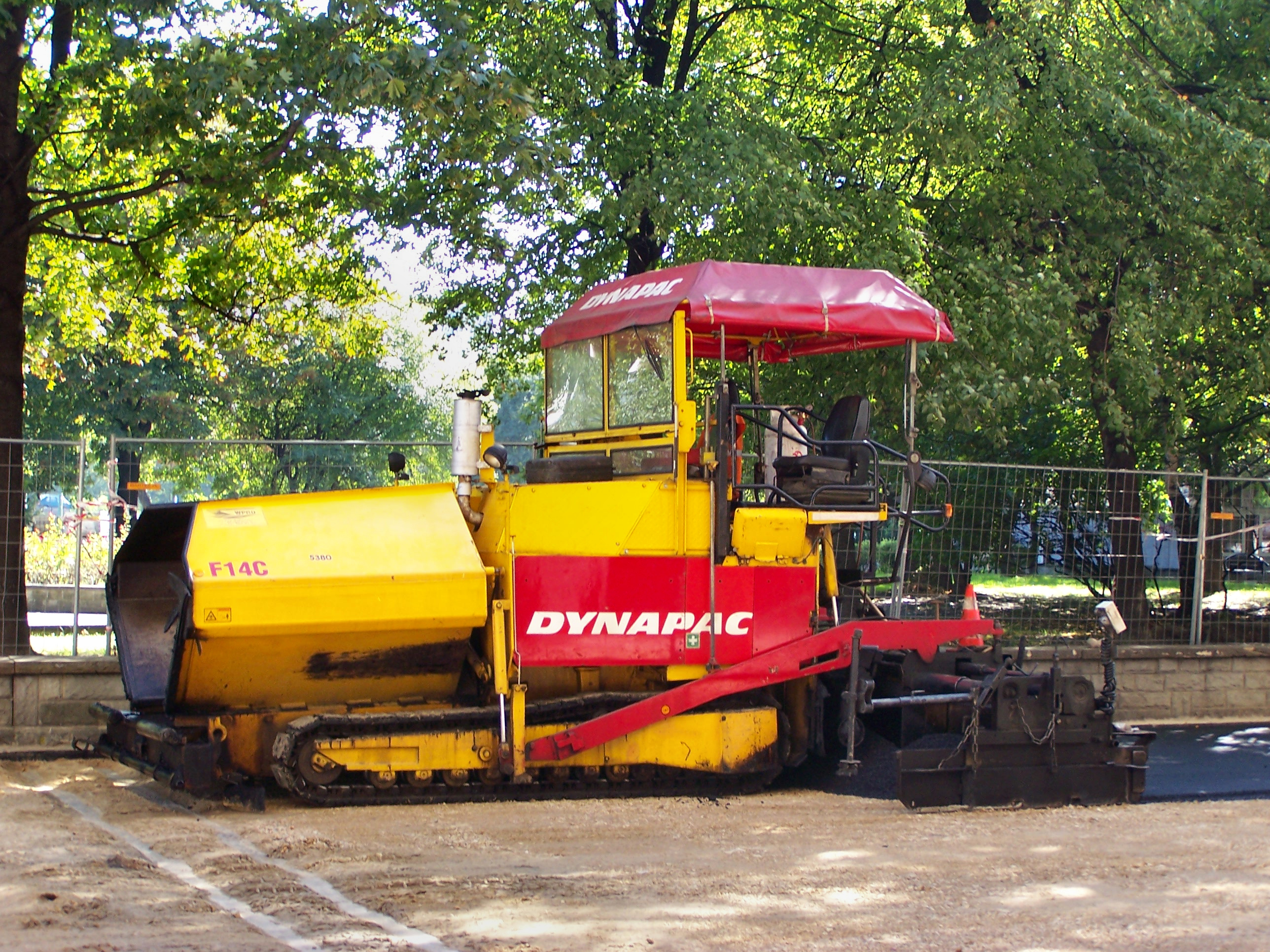
En Dynapac F14C asfaltläggare.